# Ахмедова, Жаля Фархад кызы
Ахмедова Жаля Фархад гызы (азерб. Əhmədova Jalə Fərhad qızı, род. 23 апреля 1981, Баку) — депутат Милли Меджлиса Азербайджана VI созыва.  Президент Всемирной Федерации Алпагут.
Президент Азербайджанской ассоциации аутизма.Генеральный секретарь Федерации аутизма тюркских государств, член правления Паралимпийского комитета, почетный член правления Общественного объединения поддержки развития и просвещения женщин, почетный член правления Центра развития донорства крови Азербайджана, руководитель программы «IDDO Психическое здоровье», наставник в области молодежной работы, магистр юридических наук. В настоящее время является консультантом Министерства труда и социальной защиты населения Азербайджанской Республики.

## Биография
Родилась 23 апреля 1981 года в Баку. Окончила Международный Университет Азербайджана, юридический факультет (бакалавр), Бакинский государственный университет, факультет международного права (магистр) (2012).
Организатор и первый вице-президент Федерации боевых искусств Азербайджана «Вин-Чун» (2018—2022).
Вице-президент Ассоциации Аутизма Азербайджана.
2007 — юрист ТОО «Alyans Hüquq Konsaltinq».
С 2008 год — ОАО «Texnikabank» специалист, главный специалист, заместитель начальника отдела
2010—2014 инспектор-специалист, главный советник, секретарь судебного заседания, помощник председателя Бакинского Апелляционного суда.
2014—2016 заместитель начальника отдела Министерства энергетики Азербайджана.
2016—2020 юрист отдела кадров Особой службы государственной охраны Азербайджана.
30.08.2022 избран президентом Всемирной федерации алпагут. 

## Общественная деятельность
Депутат Милли Меджлиса VI созыва.
Член Комиссии Милли Меджлиса по правам человека, Комиссии молодёжи и спорта.
Председатель рабочей группы парламента по двусторонним отношениям с Эстонией.